# پتر موسی
پتر موسی (زاده ۴ مارس ۱۹۹۸) بازیکن فوتبال اهل کرواسی است. او هم‌اکنون در پست مهاجم برای باشگاه فوتبال دالاس بازی می‌کند.